# Mariusz Gil

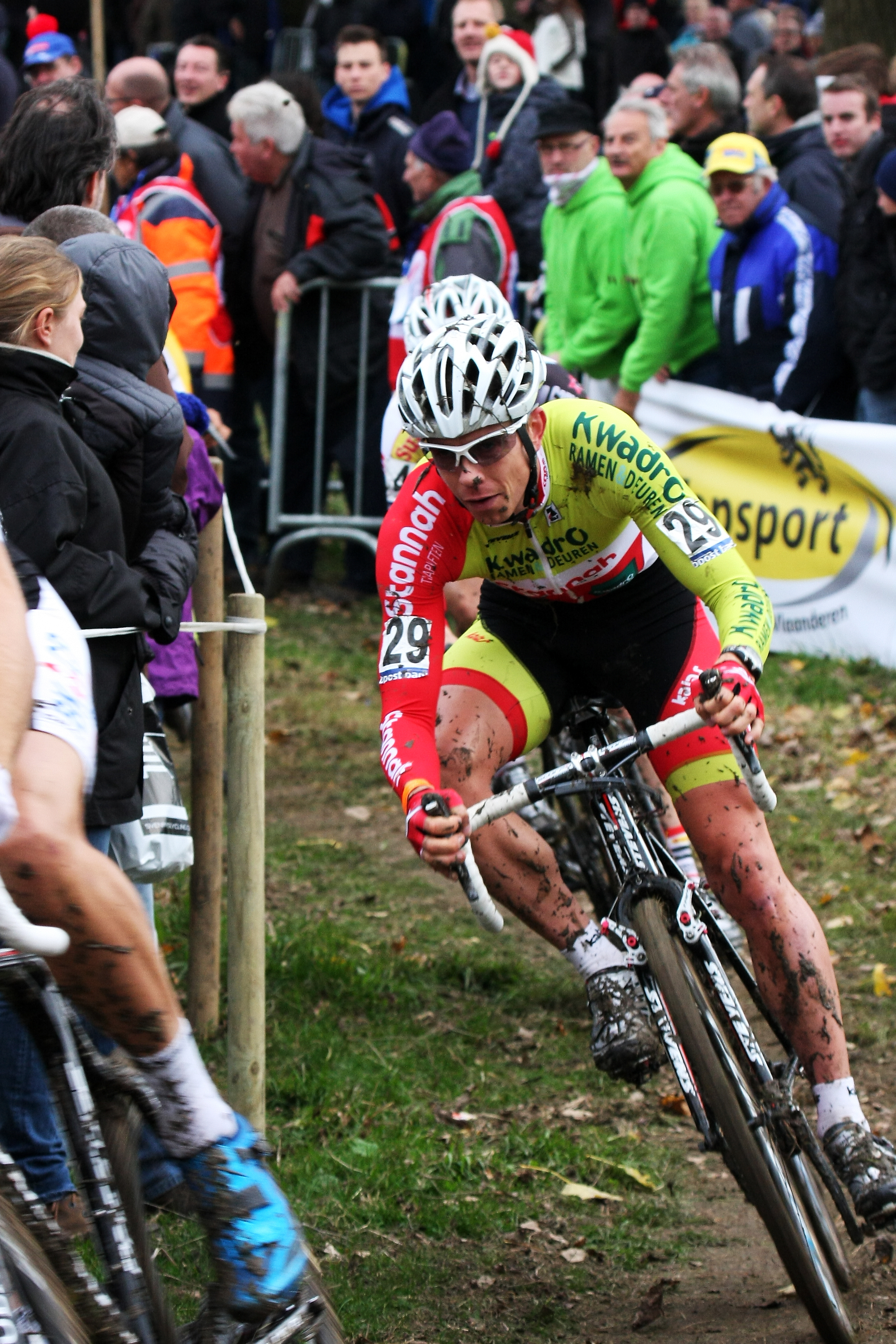
Mariusz Gil (2013)

Mariusz Gil (* 6. Mai 1983 in Strzelce Krajeńskie, VR Polen) ist ein ehemaliger polnischer Cyclocrossfahrer.

## Sportlicher Werdegang
Mariusz Gil wurde 2001 polnischer Meister in Cyclocross der Juniorenklasse. In den nächsten vier Jahren gewann er jeweils den Titel in der U23-Klasse. In der Eliteklasse stand er von 2003 bis 2017 jedes Jahr auf dem Podium der nationalen Meisterschaften, fünfmal sicherte er sich den Titel.
Auf internationaler Ebene gewann Gil im Verlauf seiner Karriere drei kleinere Rennen. Bei den Cyclocross-Weltmeisterschaften wurde er 2004 in Pontchâteau Vizeweltmeister in der U23, sein bestes Ergebnis in der Elite erzielte er 2011 in St. Wendel mit dem 19. Platz. Seine beste Platzierung im UCI-Cyclocross-Weltcup war ein 12. Rang beim Duinencross Koksijde in der Saison 2011/12. in derselben Saison erreichte er als 19. auch seine beste Platzierung in der UCI-Weltrangliste in Cyclocross.
2016/17 bestritt Gil seine letzte komplette Saison im Cyclocross, danach nahm er bis 2020 noch vereinzelt an Rennen des internationalen Kalenders teil.

## Erfolge
1999/2000
- Polnischer Cross-Meister (Junioren)

2000/2001
- Polnischer Cross-Meister (Junioren)

2001/2002
- Polnischer Cross-Meister (U23)

2002/2003
- Polnischer Cross-Meister (U23)

2003/2004
- Polnischer Cross-Meister (U23)
- Cross-Weltmeisterschaften (U23)

2004/2005
- Polnischer Cross-Meister (U23)

2007/2008
- Polnischer Cross-Meister

2009/2010
- Polnischer Cross-Meister

2010/2011
- Polnischer Cross-Meister

2011/2012
- Polnischer Cross-Meister

## Teams
- 2009 Revor-Jartazi
- 2011 Baboco Cycling Team
- 2013 Kwadro-Stannah Cycling Team
- 2014 Corendon-Kwadro